# Гюнтер, Кристиан Эрнст
Кристиа́н Эрнст Гю́нтер (швед. Christian Ernst Günther; 5 декабря 1886, Стокгольм— 6 марта 1966) — шведский дипломат и политик, министр иностранных дел Швеции (13 декабря 1939 — 31 июля 1945).

## Биография
Родился в семье шведского дипломата, его дед был премьер-министром страны. Окончил философский факультет Лундского университета.
Поступил на государственную службу в возрасте 30 лет. С 1925 работал в министерстве иностранных дел личным секретарëм премьер-министров Карла Брантинга и Рикарда Сандлера. В 1930 стал советником министерства иностранных дел. В 1931 получил пост шведского посланника при правительствах Аргентины, Чили, Уругвая и Парагвая. В 1934—1937 исполнял обязанности заместителя министра иностранных дел. В 1937—1939 был послом в Осло (Норвегия).
После того, как Рикард Сандлер в 1939 году в знак протеста вышел из состава правительства, считая, что Швеция оказывает недостаточную поддержку Финляндии во время Советско-финской войны, Гюнтер стал министром иностранных дел в коалиционном правительстве национального единства П. А. Ханссона.
Находился на посту министра до 1945 года.
В мае 1941 он побывал в Хельсинки по приглашению финляндского министра иностранных дел Виттинга, при этом прогерманская ориентация Финляндии не встретила с его стороны возражений. В июне 1941, когда Германия и Финляндия напали на СССР, шведское правительство разрешило транзит нескольких германских дивизий через территорию Швеции на северный участок советско-германского фронта. В своём докладе, сделанном 7 мая 1943 в Эскильстуне, Гюнтер заявил, что «это разрешение было отступлением от нейтралитета, в чём Швеция открыто призналась». Тогда же он оправдывал транзит германских солдат и офицеров под видом «отпускников» через шведскую территорию в Норвегию и из Норвегии. Заявил, что этот транзит допускается шведским правительством якобы ввиду того, что «Норвегия перестала быть театром военных действий».
Позиция Швеции в вопросе о перевозке войск из Германии в Норвегию вызвала охлаждение шведско-норвежских отношений. В связи с изменившейся в 1943 и 1944 годах под влиянием побед Красной Армии военной ситуацией, Гюнтер выступил 30 октября 1944 в первой палате риксдага с правительственной декларацией, в которой, повторив свои заверения в «неуклонном соблюдении нейтралитета», заявил о прекращении транзита грузов для германской армии через Швецию и указал на сокращение шведской торговли с Германией, подчеркнув, что «весьма значительные ограничения шведской торговли с Германией и европейским континентом непосредственно связаны с развитием военных действий вблизи шведской территории».
В июле 1945 Гюнтер был сменён на посту министра иностранных дел Бу Эстеном Унденом. Летом 1945 г. вышел из правительства и был назначен послом в Италию (с 1945 по 1950).
Был осторожным политиком-реалистом и одним из наиболее консервативных членов кабинета, понимающим ограниченные возможности небольшой страны во время войны между великодержавными соседями.
Главным достижением Гюнтера в Швеции считают защиту нейтралитета страны во время Второй мировой войны, избежавшей, таким образом, судьбы оккупированной Норвегии и поражение Финляндии в войне с СССР. Швецию не затронули боевые действия, особенно в первый год войны, хотя и пришлось идти на уступки гитлеровской Германии в нарушение общего принципа шведского нейтралитета.
За это он был подвергнут резкой критике, не в последнюю очередь, со стороны Норвегии.